# Orlíček žláznatý
Orlíček žláznatý (Aquilegia glandulosa) je druh rostliny, byliny z čeledi pryskyřníkovité (Ranunculaceae).

## Synonyma
Podle biolib.cz je pro druh s označením Aquilegia glandulosa používáno více rozdílných názvů, například:
- Aquilegia alpina var. grandiflora (Walp.) DC.
- Aquilegia discolor Steud.
- Aquilegia gebleri Besser ex Turcz.

## Popis
Jedná se o vytrvalou rostlinu dorůstající nejčastěji výšky 10–30 cm vysokou s krátkým silným oddenkem.

### List
Listy tvoří přízemní růžici řapíkatých, matně zelených listů. Lístky jsou okrouhlé, laločnaté.

### Květ
Kvete modře nebo bílomodře v květnu až červnu. Květy jsou 1,5–2 cm dlouhé a dva až tři centimetry široké, ostruhy krátké a mírně zahnuté. Květní lodyha nese většinou nejvýše tři květy ale často je květ jen jediný.

### Plod
Plody jsou hustě chlupaté měchýřky.

## Rozšíření
Orlíček žláznatý roste od východní Evropy až po Sibiř. V České republice je pěstován.

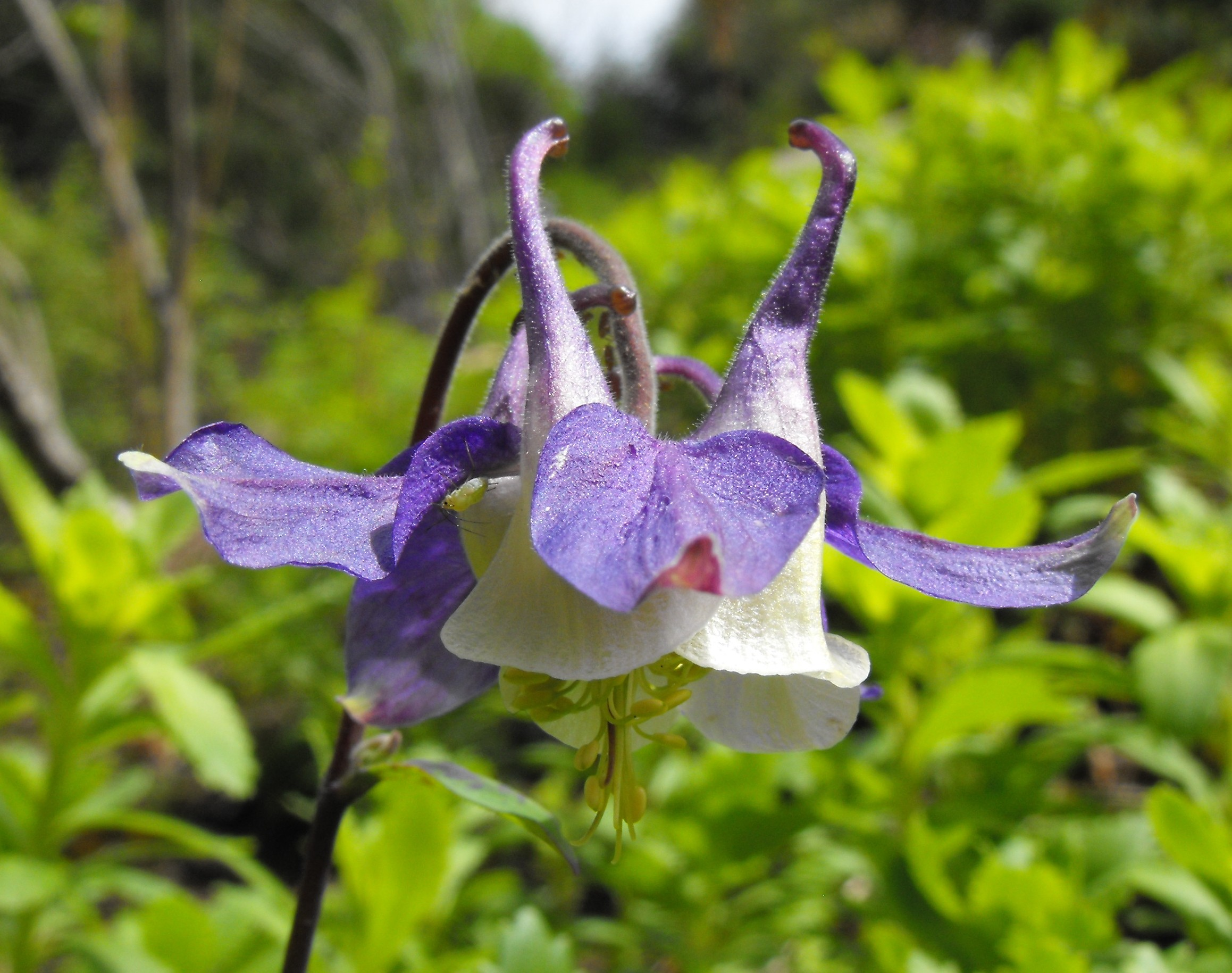
Orlíček žláznatý s bílomodrými květy

## Pěstování
Rostlina je používána jako okrasná, je vysazována do skalkových partií zahrad. Vhodné je slunné stanoviště, snáší polostín. Preferuje zásadité půdy, nesnáší dobře sucho a těžké a přemokřené půdy.